# 雨の海
雨の海（あめのうみ）は、月の嵐の大洋に次いで広大な月の海の一つであり、月の表側にある。アポロ15号は、雨の海の南西部にあるアペニン山脈付近に着陸した。37億年前から39億年前に形成した海であり、東の海に次いで若い海である。
雨の海には同心円の外壁が3枚あり、巨大な隕石の衝突によって形成された。最も外側の外壁の直径は1,300キロメートルあり、いくつかの範囲に分かれている。南部はカルパチア山脈、南西部はアペニン山脈、東部はコーカサス山脈である。北部および西部はあまり隆起していない。外側から2番目の外壁はアルプス山脈などの山岳地帯によって構成されており、近くにはアルキメデスとプラトンがある。最も内側の外壁の直径は600キロメートルあり、なだらかな玄武岩の丘陵によって形作られている。最も外側の外壁の高さは、中心部の底からおよそ7キロメートルである。表面を覆う地層の深さはおおよそ5キロメートルであるため、雨の海の深さの合計はおおよそ12キロメートルである。雨の海の外側約800キロメートルには、隕石の衝突によって舞い上がった岩石が堆積している。
2013年12月14日、中華人民共和国の探査機嫦娥3号が北西部に軟着陸した。本来は虹の入江が着陸予定地点であったが、最終的な着陸地点はこちらになった。